# ユージン・ターナー
ユージン・ターナー（英語: Eugene Turner、1920年11月26日 - 2010年1月14日）は、アメリカ合衆国、ロサンゼルス出身のフィギュアスケート選手（男子シングル・ペア・アイスダンス）。パートナーはドナ・アトウッド、エリザベス・ケネディ。

## 主な戦績

### 男子シングル
| 大会/年    | 1938-39 | 1939-40 | 1940-41 |
| ---------- | ------- | ------- | ------- |
| 全米選手権 | 3       | 1       | 1       |
| 北米選手権 |         |         | 2       |

### ペア
- ドナ・アトウッドとペア。

| 大会/年    | 1940-41 |
| ---------- | ------- |
| 全米選手権 | 1       |
| 北米選手権 | 2       |

### アイスダンス
- エリザベス・ケネディとカップル。

| 大会/年    | 1940-41 |
| ---------- | ------- |
| 全米選手権 | 2       |